# In frostigen Tälern
In frostigen Tälern ist das erste deutschsprachige Studioalbum der finnischen Heavy-Metal-Band Timo Rautiainen ja Trio Niskalaukaus. Es erschien 2001 über Spinefarm Records.

## Entstehung und Hintergrund
Nach den beiden Studioalben Lopunajan merkit und Itku pitkästä ilosta suchte Sänger Timo Rautiainen nach der Möglichkeit, seine Musik auch außerhalb Finnlands vorstellen zu können. Er wollte dies auf besondere Art und Weise machen und nicht wie jede andere Band auf Englisch singen. Da die Band zahlreiche positive Reaktion von deutschen Promotern und Journalisten erhielt entschieden sich die Musiker für die deutsche Sprache.
Für das Album wurden jeweils vier Lieder der beiden bisherigen Studioalben verwendet. Die Texte wurden von Teemu Kautonen übersetzt. Dabei wurde er von Maija Kinnunen und Jens Horstmann unterstützt. Bei den vier Liedern des Albums Itku pitkästä ilosta wurde nur der Gesang neu aufgenommen, während die vier Lieder vom Album Lopunajan merkit komplett neu eingespielt wurden. Das Albumcover von In frostigen Tälern und Itku pitkästä ilosta sind identisch. Produziert wurde In frostigen Tälern von Tuomo Valtonen und Teemu Kautonen. Valtonen übernahm auch das Abmischen, während Mika Jussiila für das Mastering zuständig war.

## Titelliste
Die Titel 1 bis 3 sowie 8 stammen von dem Album Lopunajan merkit, die Titel 4 bis 7 von dem Album Itku pitkästä ilosta
| # | Titel                | Originaltitel        | Länge |
| - | -------------------- | -------------------- | ----- |
| 1 | Fernfahrer           | Rekkamies            | 3:37  |
| 2 | Ein guter Tag        | Hyvä päivä           | 3:41  |
| 3 | Russlands Waisen     | Venäjän orvot        | 4:25  |
| 4 | An der Grenze        | Rajatila             | 4:20  |
| 5 | Alles hat seine Zeit | Itku pitkästä ilosta | 5:08  |
| 6 | Liebe ohne Grenzen   | Rajaton rakkaus      | 3:43  |
| 7 | Stille               | Hiljaista            | 4:37  |
| 8 | In frostigen Tälern  | Alavilla mailla      | 4:55  |

## Rezeption
Für Wolf-Rüdiger Mühlmann vom deutschen Magazin Rock Hard ist In frostigen Tälern ein „packendes, tiefgehendes Gefühlsalbum“, bemerkte allerdings auch, dass sich die deutschen Texte „meistens brüllend komisch anhören“. Weil die Melodien „größtenteils Hitpotential haben“ vergab Mühlmann 8,5 von zehn Punkten. Laut dem Rezensenten Fierce vom Onlinemagazin Vampster bietet die Band Songs, „die in ihrer Einfachheit eben schlicht den Punkt treffen und mit schönen Melodien verzaubern“. Rezensent Alex vom Onlinemagazin Metal Observer bezeichnete In frostigen Tälern als ein Album, das „über die Aussagekraft einfacher Worte“ hinausgehe, und bezeichnete das Werk als Kult.